# 大衛·S·高耶
大衛·山繆·高耶（英語：David Samuel Goyer，1965年12月22日—）是一位美國男編劇、製片人、導演、小說家和漫畫書作家。他的編劇作品包括《刀鋒戰士三部曲》、克里斯托弗·諾蘭的《黑暗騎士三部曲》、《移魂都市》和《超人：鋼鐵英雄》。
而他執導的四部故事片分別有《心靈推手》、《刀鋒戰士3》、《幽靈人口》和《生靈勿進》。高耶也擔任電子遊戲《決勝時刻：黑色行動》、《決勝時刻：黑色行動2》《決勝時刻：黑色行動冷戰》的聯合編劇。他因《蝙蝠俠：開戰時刻》和《移魂都市》贏得了土星獎最佳劇本，並提名四項雨果獎。

## 個人生活
高耶和他的兄弟傑夫出生在密歇根州安娜堡，他是猶太人，就讀希伯來文學校。他指出，在正規學校，「很多孩子打我，說我殺了基督，我很自覺地不同...我從小一起長大的碎片都在我的肩膀上」。高耶的母校是休倫湖高中和南加州大學，於1988年畢業於南加州大学电影艺术学院。他寫的第一部電影為1990年由尚-克勞德·范·達美主演的《截殺威龍》。

## 職業生涯
自稱為「漫畫痴」。2011年，高耶寫了一個簡短的故事名為「The Incident」當中，超人放棄了美國國籍。
高耶撰寫或合作撰寫基於各種漫畫書系列幾個劇本，其中包括《奇異博士》、《惡靈戰警》、《蝙蝠俠：開戰時刻》、《閃電俠》和《刀鋒戰士》。高耶寫道根據各DC漫畫的美國正義會標題，為《共同警備區》。
2013年3月，高耶據報導，被選定為電子遊戲改編電影《潛龍諜影》的作家。6月，他宣布要在《正義聯盟》和《超人：鋼鐵英雄》的續集這兩個工作。2013年12月，宣布高耶將和喬瑟夫·高登-李維一同打造尼爾·蓋曼的漫畫《睡魔》電影。

## 作品列表

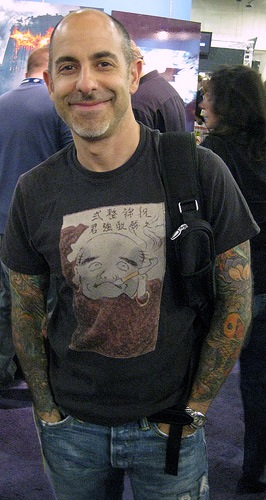
2008年7月26日，高耶在聖地亞哥國際動漫展上

### 編劇

#### 電影
- 《截殺威龍》（1990）
- 《魔靈鬼娃》（1992）
- 《超越終結者》（1992，未掛名）
- 《異形殺機》（1994）
- 《魔誡追緝令》（1996）
- 《移魂都市》（1998）
- 《尼克·福瑞：神盾局特工》「試播」（1998）
- 《刀鋒戰士》（1998）
- 《心靈推手》（2002）
- 《刀鋒戰士2》（2002）
- 《刀鋒戰士3》（2004）
- 《鬼娃魔咒》（2004）
- 《蝙蝠俠：開戰時刻》故事和劇本（2004）
- 《移動世界》（2008）
- 《黑暗騎士》故事（2008）
- 《生靈勿進》（2009）
- 《3D惡靈戰警：復仇時刻》（2012）
- 《黑暗騎士：黎明昇起》故事（2012）
- 《超人：鋼鐵英雄》故事和劇本（2013）
- 《蝙蝠俠對超人：正義曙光》故事（2016）
- 《魔鬼終結者：黑暗宿命》故事和劇本（2019）
- 《養鬼吃人（英语：Hellraiser (2022 film)）》故事（2022）

#### 電視
- 《夢遊者》試播集（1997-1998）
- 《Freakylinks》單集：「Subject: Fearsum」（2000）
- 《致命臨界點》單集：「Trees Made of Glass: Part 2」（2005）
- 《刀鋒戰士》試播集和單集：「Death Goes On」、「Descent」、「Bloodlines」、「The Evil Within」、「Delivery」、「Sacrifice」、「Turn of the Screw」、「Angels & Demons」、「Hunters」、「Monsters」、「Conclave」（2006）
- 《超時空感應》單集：「No More Good Days」、「White To Play」、「137 Sekunden」、「A561984」、「The Garden of Forking Paths」（2009-2010）
- 《達文西惡魔》（2013）
- 《康斯坦汀：驅魔神探》聯合編劇；試播集和第3集（2014-2015）[8]
- 《超人前傳》（2018）
- 《基地》（2021）
- 《吉勒摩·戴托羅之珍奇櫃》（2022）

#### 電子遊戲
- 《決勝時刻：黑色行動》（2010）
- 《決勝時刻：黑色行動2》（2012）
- 《決勝時刻：黑色行動冷戰》（2020）

#### 小說
- 《天堂的影子》（2011）
- 《天堂的戰爭》（2012）
- 《天堂的秋天》（2013）

### 導演
- 《心靈推手（英语：Zig Zag (2002 film)）》（2002）
- 《刀鋒戰士3》（2004）
- 《致命臨界點（英语：Threshold (TV series)）》單集：「Trees Made of Glass: Part 1」（2005）
- 《幽靈人口（英语：The Invisible (film)）》（2007）
- 《生靈勿進》（2009）
- 《超時空感應》試播「No More Good Days」和單集：「White To Black」（2009）

### 監製
- 《搏擊之王》（1991）
- 《夢遊者》（1997-1998）
- 《火星任務》（2000）
- 《刀鋒戰士2》（2002）
- 《致命臨界點》（2005）
- 《刀鋒戰士》（2006）
- 《惡靈戰警》（2007）
- 《超時空感應》（2009）
- 《3D惡靈戰警：復仇時刻》（2012）
- 《達文西惡魔》（2012）
- 《康斯坦汀：驅魔神探》（2014）
- 《森林》（2016）
- 《智慧囚屋》（2018）
- 《暗殺國度》（2018）
- 《夜之屋》（2020）
- 《鹿魔》（2021）
- 《明日戰爭》（2021）
- 《養鬼吃人（英语：Hellraiser (2022 film)）》（2022）
- 《天魔：惡之初》（2024）

## 外部連結
- 大衛·S·高耶在互联网电影资料库（IMDb）上的資料（英文）
- David Goyer Interview @ PopImage, Oct.01
- David Goyer Interview @ PopImage, Feb 2000
- 對談：與編劇大衛·高耶的訪談